# Primera República de Austria
La Primera República de Austria es el nombre histórico de la República de Austria creada después del desmembramiento del Imperio austrohúngaro al finalizar la Primera Guerra Mundial. Esta república inicialmente intentó sin éxito unirse a Alemania (véase Austria Alemana), pero las potencias occidentales de la época, Francia y Reino Unido, se opusieron. No fue hasta 1938 cuando finalmente la Alemania nazi anexó Austria y la Primera República dejó de existir.
Los socialistas dominaron el Gobierno hasta octubre de 1920, en que lo cedieron a los socialcristianos. Durante los dos años de dominio político socialista, se promulgó una nueva Constitución democrática y se aprobaron diversas medidas sociales. A continuación, los socialcristianos forjaron una alianza de partidos burgueses para controlar el Gobierno y limitar la influencia de los socialistas; gracias a esta alianza, presidieron el Consejo de Ministros durante casi toda la década de 1920. La fuerza parlamentaria de los socialistas y la necesidad de contar con una amplia mayoría para cambiar la Constitución y otras leyes principales a menudo frustró, empero, los intentos legislativos de los socialcristianos y sus aliados. En 1922, se estabilizó la moneda y mejoró parcialmente la situación económica.
Las potencias vencedoras de la guerra mundial impusieron la independencia austriaca, pues la mayoría del país pretendía unirse a la nueva república de Weimar. El deseo de unión, sin embargo, no desapareció y resurgió periódicamente; en 1931, ante la grave crisis económica, se planteó en vano —de nuevo por la oposición de las potencias— la unión aduanera austro-germana. El advenimiento del Gobierno nacionalsocialista en Alemania en enero de 1933 redujo el entusiasmo austriaco por la unión, especialmente entre los socialistas; el asesinato del canciller austriaco por nazis austriacos con apoyo alemán durante el fallido golpe de Estado de julio de 1934, suscitó el rechazo socialcristiano y favoreció el mantenimiento de la independencia. Tras dos años de hostilidad, los dos Gobiernos alcanzaron un acuerdo, que permitió el ingreso de nacionalsocialistas en el Ejecutivo austriaco, pero no acabó con los desacuerdos.
La Constitución de Austria entró en vigor en 1920 y fue enmendada en 1929. Con la llegada del austrofascismo al poder, se proclamó una nueva Constitución en 1934 por la que Austria ya no era una república, sino una federación. Por esta razón algunos historiadores aseguran que la I República en realidad dejó de existir en 1934.
A partir de 1920, el Gobierno de Austria quedó dominado por el Partido Social Cristiano, que mantenía estrechos vínculos con la Iglesia católica. El primer canciller del partido, monseñor Ignaz Seipel, trató de forjar una alianza política entre los ricos industriales y la Iglesia católica. A pesar de contar con un sólido partido en el gobierno, la nación, la política del país fue convulsa y violenta, con fuerzas paramilitares de  izquierda (en alemán: Republikanischer Schutzbund) y derecha (en alemán: Heimwehr) enfrentadas constantemente. Los partidos conservadores realizaron diversas coaliciones que dejaron fuera del Gobierno federal a los socialdemócratas durante toda la década, a pesar del aumento de votos de estos en las sucesivas elecciones. Las medidas para separar a las provincias de Viena y para reforzar el poder de la minoría parlamentaria se volvieron contra los conservadores que las habían defendido, permitiendo a los socialdemócratas controlar la capital, donde desarrollaron una gran política social con elevados impuestos que los conservadores criticaron.
Durante los veinte años de independencia, Austria dependió constantemente de los créditos extranjeros. En 1922, ante la agudización de la crisis financiera, el país hubo de solicitar un crédito a la Sociedad de Naciones, que se lo concedió a cambio de la aceptación de ciertas condiciones políticas, que incluían el mantenimiento de su independencia, lo que impidió su absorción por Alemania. La economía del país quedó bajo supervisión extranjera hasta 1926. Aunque hubo cierto crecimiento durante el resto de la época, este cesó con la llegada de la Gran Depresión, que lo perjudicó terriblemente. Los supervisores regresaron al país en 1931, cuando este solicitó otro nuevo crédito internacional.

## Fin del imperio y surgimiento de la república austriaca
La derrota en la Primera Guerra Mundial y las tensiones nacionalistas precipitaron el fin del Imperio austrohúngaro. El 16 de octubre de 1918, el emperador proclamó la federalización del imperio y ordenó que se creasen consejos nacionales en el Parlamento; el intento, tardío, fracasó, y los consejos se dedicaron a proclamar la separación de los distintos territorios del Gobierno imperial. El día 29, los diputados de los territorios de cultura alemana, los únicos que quedaban en las Cortes, formaron la Asamblea Nacional provisional austriaca. El 11 de noviembre de 1918, el emperador Carlos cedió el poder, que pasó a una coalición de partidos, convertida en Gobierno revolucionario con un programa democrático. Al día siguiente, se proclamó la nueva república austriaca. El proceso de debilitamiento del apoyo a la monarquía, que había afectado a las distintas nacionalidades del Imperio, se había extendido también entre los austriacos: el proletariado urbano, parte de la burguesía liberal, nacionalista o anticlerical y el campesinado radicalizado por la contienda se oponían a la continuación del sistema de gobierno monárquico. Por acuerdo entre el antiguo Gobierno imperial y el nuevo republicano, este aceptó de facto la enorme estructura burocrática del imperio. La propuesta de la asamblea al resto de nacionalidades del imperio en disolución de crear una confederación fue rechazada, por lo que se proclamó la nueva república parte de Alemania.
La asamblea provisional, dominada por los socialistas, abolió la autocracia imperial y, mediante una serie de proclamas, implantó una república unitaria democrática con gran autonomía local, gran poder del Parlamento, escaso del Gobierno, un importante proceso de socialización y la vista puesta en la unión con Alemania. Si bien el apoyo a la república era amplio entre la población, no lo era tanto el sistema democrático, respaldado principalmente por el proletariado urbano y una minoría de la clase media.
El campesinado abandonó pronto su espíritu revolucionario, surgido principalmente de las penurias de la guerra y del deseo de ponerle fin. El aumento de las requisiciones para alimentar a la capital —sometida al bloqueo económico de la Entente y al cierre de las fronteras de los nuevos países surgidos de la disolución del imperio— desilusionó a los campesinos, que habían supuesto que el fin de la guerra y del imperio acabarían con las obligaciones para con el Estado. El pago de los productos agrícolas tampoco los satisfacía, ya que la inflación anulaba rápidamente el valor de sus ingresos. Surgió así una intensa hostilidad entre la ciudad y el campo. Las provincias se volvieron casi independientes de la capital y se dotaron de unidades armadas. En parte estas se utilizaron al comienzo del periodo republicano para defender el territorio frente a los países vecinos —en especial contra Yugoslavia— dada la ineficacia del nuevo Ejército republicano —el Volkswehr—, organizado por los socialdemócratas. Estas unidades improvisadas, formadas por soldados que regresaban del frente, fueron el germen de la Heimwehr.

## Retos del nuevo país

La nueva república austriaca surgida del desmembramiento del Imperio austrohúngaro tras la derrota en la Primera Guerra Mundial. Agrupaba los principales territorios de cultura alemana del imperio, pero carecía de un nacionalismo cohesionador. A las particularidades de las nueve provincias se unía la rivalidad entre la capital socialista y las zonas rurales, conservadoras.

Uno de los principales problemas que aquejó al nuevo país fue su viabilidad económica y la conveniencia de que se uniese a una estructura política mayor. Perdido el acceso a las economías del resto del antiguo imperio, convertidas en las de nuevas naciones o países crecidos, Austria, formada por los restos del imperio, no podía sobrevivir económicamente por sí sola. Una de las opciones, favorecida por la mayoría de la población, era la unión de la pequeña república con Alemania, a la que la unían intensos lazos culturales y económicos. Para sus partidarios —entre los partidos políticos, los pangermanos y los socialdemócratas—, el Anschluss era la solución para la república, que juzgaban inviable como entidad independiente. Entre sus más decididos detractores se encontraban Francia y sus aliados de Europa oriental, que no deseaban que se desbaratase el orden europeo surgido de Versalles y que Alemania se fortaleciese. En realidad, en la posguerra esta tampoco se hallaba en situación de auxiliar a Austria. A pesar de los deseos de unión con Alemania, Francia la vetó y esta prohibición quedó plasmada en el artículo 88 del tratado de paz, que impedía la unión de las dos naciones si no contaba con el beneplácito de la nueva Sociedad de Naciones. La prohibición aliada, no obstante, no acabó con el anhelo de unión con Alemania —muy intensa entre la burguesía venida a menos, los intelectuales que veían en ella la solución de los problemas de la chica república, y entre los socialistas—, que pervivió a lo largo de los veinte años de la república. Austria era pues un país independiente fundamentalmente a su pesar. Privada del sostén alemán, sobrevivió gracias al constante pero insuficiente socorro aliado. Los intentos de obtener financiación privada para llevar a cabo un plan de estabilización fracasaron uno tras otro por la falta de atractivo económico de la inestable república. Únicamente cuando las potencias aliadas accedieron a avalar los préstamos privados a Austria esta comenzó a obtener grandes créditos en el mercado financiero. La alternativa a la unión con Alemania, la formación de una confederación danubiana, favorecida al comienzo por los Aliados y también por las formaciones políticas austriacas como sustituta del imperio desaparecido, fracasó por la oposición tanto del resto de países de la zona como de Italia, que temía el surgimiento de un nuevo rival en la región.
A la conveniencia o no de mantener la independencia del país —que sus habitantes no habían ansiado sino que había surgido del desmembramiento del imperio— se añadía el del irredentismo. La derrota en la guerra mundial había conllevado la entrega a Italia del Tirol meridional, con una población de un cuarto de millón de personas, la mayoría de lengua alemana. Esta disputa territorial agrió las relaciones bilaterales entre Viena y Roma, en especial tras la toma del poder de Mussolini en 1922. Varios millones de súbditos del desaparecido imperio de lengua alemana quedaron fuera de la nueva república austriaca, repartidos por los distintos Estados que se distribuyeron el territorio imperial. Especialmente numerosos eran los alemanes de Bohemia y Moravia, en la vecina Checoslovaquia. La república heredó, de los cerca de 50 000 000 de habitantes del imperio, 6 426 000 (1920), que aumentaron hasta los 6 672 000 en 1939.
Otro problema añadido era la falta de historia como Estado independiente de las provincias que formaban el país. La nación la componían nueve provincias, de población mayoritariamente católica y cultura y lengua alemanas. Su evolución histórica había sido muy diferente: Viena se había convertido con el tiempo en una gran ciudad cosmopolita, capital del imperio austrohúngaro. Concentraba casi un sexto de la población total de la república —en torno a un millón de habitantes de los más de seis del país— y contaba con una enorme cantidad de funcionarios y empleados de empresas públicas, consecuencia de haber sido centro administrativo, financiero y comercial de un imperio con veintinueve millones de personas —en la parte cisletana o austriaca—. Otras zonas de la república, como el Tirol, Vorarlberg o Carintia, por el contrario, habían quedado arrinconadas como pequeñas provincias del vasto señorío de los Habsburgo, con sus propios intereses y escasa relevancia internacional. Durante el periodo imperial alemán —hasta 1871—, tampoco había surgido ningún lazo especial entre las provincias austriacas. Los territorios habían quedado unidos tardíamente, en 1918, cuando el desmembramiento los dejó como restos de lengua alemana del imperio desaparecido —aunque la república no englobó a todos los territorios imperiales con mayoría de germanoparlantes—. El objetivo original, hasta que la Entente lo vetó, había sido que estos territorios se integrasen en la nueva República de Weimar, no que se mantuviesen como un nuevo Estado independiente. El nuevo país quedó dividido entre las zonas rurales y católicas y la gran capital.
La estructura social del país, muy estratificada y reflejada en las formaciones políticas de las Cortes, tampoco favorecía a la nueva nación, y lo abocaba a la parálisis parlamentaria, situación tentadora como justificación para poner fin al sistema democrático para aquellos que lo aceptaron a regañadientes en los primeros momentos de la posguerra.
A estos problemas se añadía también la inexperiencia de los principales partidos en administrar un Estado: aunque contaban con notable veteranía en las lides parlamentarias, era fundamentalmente como oposición obstruccionista, no como partidos de gobierno. Carecían de experiencia en pactar con otras fuerzas y mostraban un acentuado apego a sus ideologías respectivas, lo que complicaba los conciertos entre ellas.

## Fuerzas políticas
Durante la primera década del periodo de entreguerras, los tres principales partidos fueron: el socialdemócrata, que representaba principalmente al proletariado urbano; el socialcristiano, partido conservador católico apoyado esencialmente por la pequeña burguesía, el campesinado y la alta burguesía judía —a pesar del origen antisemita de la formación—; y el pangermano (Partido Popular de la Gran Alemania), muy debilitado respecto del periodo imperial, que agrupada a la población antisemita, antisocialista y anticlerical. La importancia de este último partido residía en que, dado el equilibrio de fuerza de las dos formaciones principales, su respaldo decantaba el poder hacia una o hacia otra. Sus votantes provenían principalmente de las clases medias urbanas: funcionarios, tenderos o profesionales liberales. Lograba alrededor del 15-20 % de los sufragios, mientras que sus dos rivales solían repartirse el resto casi a partes iguales.
El socialcristiano, a diferencia del resto, era una formación confesional dedicada a la protección de los intereses de la Iglesia católica —a la que pertenecía el 91 % de la población—. Aunque con diversas corrientes, la principal abogaba por la implantación de un Estado corporativista, con un Ejecutivo dotado de grandes poderes. Su fuerza residía fundamentalmente en las provincias, aunque contaba con un apoyo notable en las ciudades entre aquellos que no votaban a los socialistas. Paulatinamente, la formación fue adoptando una posición antidemocrática a lo largo del periodo republicano. Casi todos los cancilleres austriacos del periodo de entreguerras pertenecían a este partido, que dominó el Gobierno.
Por su parte, el partido socialdemócrata, teóricamente marxista y revolucionario, sostuvo una posición contradictoria: la retórica extremista revolucionaria contrastaba con la moderación de la acción y la defensa de las instituciones republicanas surgidas en 1918. Era un partido extremista en sus declaraciones, pero reformista y moderado en sus actos. Muy organizado, con finanzas boyantes gracias a las cuotas de sus afiliados —708 839 en su apogeo en 1929—, estaba, sin embargo, muy concentrado en unos pocos grandes núcleos de población urbana (Viena, Wiener Neustadt, Linz...).
Un cuarto partido, la Landbund (Unión Agraria o Liga Agraria), era fundamentalmente la versión rural de los pangermanos, y obtenía su escaso apoyo de los campesinos que preferían no apoyar al católico Partido Socialcristiano. Su fuerza creció a finales de la década de 1920, cuando se convirtió en imprescindible para mantener al Partido Socialcristiano en el poder; ingresó así en los sucesivos Gobiernos de coalición, en los que permaneció hasta 1934.

## Coaliciones entre socialcristianos y socialdemócratas

### Posguerra
La política exterior de la nueva república, dominada en los primeros meses de la posguerra por los socialistas, estuvo centrada en la unión con Alemania. Esta, temiendo que la medida desencadenase represalias de los vencedores de la guerra mundial, no se atrevió a consumar la unión. El principal partido del momento era el socialista, al que parte de la población identificaba con la llegada de la paz y el fin del poder imperial. El Gobierno, presidido por el socialista moderado Karl Renner, era de coalición con los socialcristianos. Las primeras elecciones que se celebraron en el país, el 16 de febrero de 1919, dieron la victoria a los socialistas, que hasta entonces nunca habían ingresado en el Gobierno. En las elecciones municipales de la capital, que tuvieron lugar en mayo, los socialistas obtuvieron una victoria mayor incluso, con dos tercios de los votos: el ayuntamiento de la ciudad quedó en sus manos hasta 1934. Su posición preponderante en el primer gabinete de la república les permitió aprobar una serie de leyes sociales —implantación de la jornada de ocho horas, las vacaciones pagadas, la seguridad social...—. El cambio fue aún mayor en la capital, donde los socialistas pusieron en marcha un amplio modelo cultural y urbanístico en favor de los trabajadores y un sistema fiscal que penalizaba los artículos de lujo y sufragaba aquel. Este periodo de posguerra fue el único en el que los tres principales partidos cooperaron durante un periodo largo, arrumbando sus preferencias ideológicas, con el fin de establecer el nuevo país.
En 1919, ante el surgimiento de Gobiernos comunistas en las regiones vecinas y del proceso de nacionalización de la propiedad en la Rusia soviética, todos los principales partidos, encabezados por el socialista, propugnaron una socialización de las principales empresas y de los sectores económicos claves. En realidad, el proyecto tenía como fin evitar que su ausencia favoreciese la proclamación de un Gobierno soviético en Austria: en cuanto los Gobiernos comunistas de los territorios vecinos fueron eliminados, se abandonó.
La situación económica y social heredada del imperio era gravísima: la guerra había eliminado el suministro extranjero de alimentos, reducido la producción agrícola nacional y acabado con las existencias de materias primas. La hostilidad de las naciones surgidas del imperio y sus propias penurias hicieron que se redujese enormemente la comida y las materias primas que enviaban a la nueva Austria independiente, agudizando el riesgo de hambruna y ruina económica. Viena, hasta el momento capital imperial con dos millones de habitantes, quedó privada del suministro de alimentos de Hungría y de los latifundios bohemios, las fuentes principales. Del resto de provincias, solo la Baja y la Alta Austria se autoabastecían de alimentos en circunstancias normales: las provincias más montañosas sufrían una falta crónica de víveres, que necesitaban importar de otros territorios. Esta situación contribuía también a la reticencia de las provincias a enviar alimentos a la capital. Alemania, la otra fuente cercana de comida, se hallaba en una situación similar, imposibilitada de socorrer a Austria. El envío de alimentos tanto de los Estados Unidos como de otros países resultó insuficiente para satisfacer las necesidades austriacas. Especialmente grave era la falta de carbón, esencial para la producción energética, el mantenimiento de la producción industrial y el transporte: Austria contaba únicamente con el 0,5 % del carbón del imperio, mientras que su población era el 12 % de la del Estado desaparecido y concentraba al 30 % de los obreros fabriles. Del millón doscientas mil toneladas que consumía habitualmente, producía únicamente doscientas mil; el bloqueo checoslovaco privó a la república de sus fuentes externas principales: Alemania, Bohemia y Polonia. La exigua provisión de carbón no solo redujo la producción industrial y el transporte, sino que determinó un enorme aumento del paro. El deseo de las formaciones políticas de evitar que las penurias desencadenasen disturbios suscitó que aprobasen ya en noviembre de 1918 subsidios para los abundantes desempleados. Hasta bien entrada la década de 1920, la república se mantuvo en una situación social precaria, con problemas de calefacción en los duros inviernos, hambre entre parte de la población y un aumento considerable de la mortalidad infantil. El primer plan aliado de ayuda a Austria, dirigido por el futuro presidente estadounidense Herbert Hoover y aplicado durante el invierno de la posguerra, alcanzó sus metas, tanto humanitarias como políticas: alimentar a la población, impedir la unión del país con Alemania y frustrar la extensión del comunismo en Viena. No solucionó, sin embargo, la grave crisis económica, que hacía que la población continuase dependiendo del continuo auxilio aliado, incapaz de pagar los alimentos que necesitaba importar o de reformar la economía nacional para adaptarse a la situación surgida de la guerra mundial.
La república tampoco estaba en una buena posición internacional: mantenía tensas relaciones con casi todos sus vecinos, salvo Alemania y Suiza. Con Italia se disputaba el Tirol meridional; con Checoslovaquia, los Sudetes; con Hungría, Burgenland; y con Yugoslavia, Carintia. Francia tampoco veía con buenos ojos los deseos austriacos de unirse a Alemania. Para tratar de acabar con el aislamiento del país y a pesar del preponderante nacionalismo alemán, Renner rubricó un tratado secreto con Checoslovaquia. Gobiernos posteriores tuvieron que mantener una actitud fundamentalmente neutral frente a las alianzas centroeuropeas.

### Tratado de paz

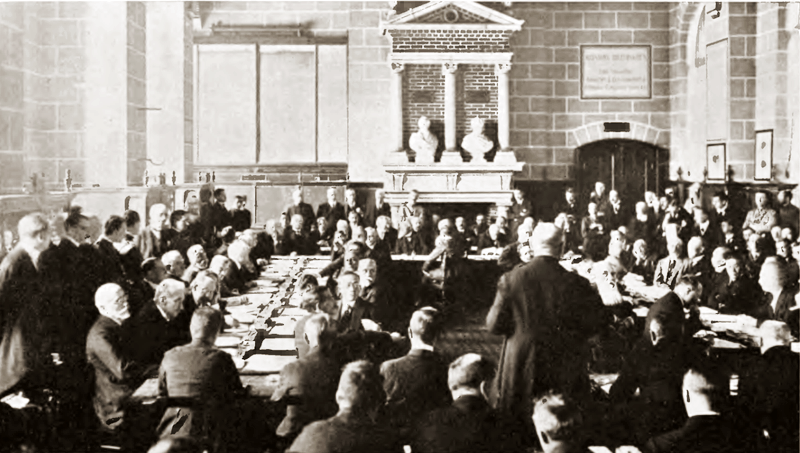
El primer ministro austriaco, Karl Renner, se dirige a los representantes de la conferencia de paz tras conocer las condiciones del tratado de paz.

Renner encabezó la delegación austriaca que firmó el tratado de paz el 10 de septiembre de 1919. Resignado, el gabinete de coalición respaldó la ratificación del tratado de paz en el debate en las Cortes del 17 de octubre de 1919. Una de las principales condiciones incluidas en el tratado, en el artículo 88, era la obligación de que el nuevo país permaneciese independiente —lo que descartaba la deseada unión con Alemania—, a menos que la Sociedad de Naciones consintiese en permitir la absorción o unión con otro. Otra era el tamaño del Ejército, que quedaba limitado a treinta mil soldados; al comienzo las nuevas fuerzas armadas quedaron dominadas por los socialistas, lo que disgustó a numerosos veteranos de guerra que se unieron a las formaciones paramilitares de derecha que estaban surgiendo en el país.
Aprobado el tratado, Renner presentó la dimisión, poniendo así fin al primer Consejo de Ministros de coalición entre los dos grandes partidos austriacos. La desaparición de las repúblicas soviéticas de Baviera y Hungría animó a los círculos más conservadores de los socialcristianos a aprobar el fin de la alianza. El aplastamiento de las repúblicas soviéticas húngara y bávara, el aumento del empleo industrial por la depreciación de la divisa y el abandono de las filas socialistas de muchos de los que habían apoyado al partido durante la revolución supusieron un debilitamiento de este. El campesinado retomó su tradicional conservadurismo —que favorecía a los socialcristianos— y la burguesía urbana abandonó a los socialistas, tanto por sus declaraciones radicales como por la grave crisis económica, de la que no eran responsables pero de la que se les culpó por encabezar el Gobierno. La derechización general en los Estados surgidos de la disolución del imperio, que comenzó en 1919 y se acentuó el año siguiente, fortaleció a los socialcristianos.
La necesidad de aprobar una nueva Constitución, sin embargo, llevó a la mayoría de los dos partidos a decidirse a formar un nuevo Consejo de Ministros de coalición, que nuevamente presidió el socialista Renner, aunque con mayor peso de los socialcristianos. La Asamblea Constituyente, sin embargo, la controlaban los socialistas, que habían ganado las elecciones en las que se eligieron a sus componentes.

### Constitución de 1920: parlamentarismo y federalismo
La nueva coalición «rojinegra», sin embargo, no llegó a promulgar la nueva ley: alianza frágil una vez que la desaparición de la amenaza soviética eliminó el principal interés socialcristiano en el pacto con los socialistas, sucumbió a los desacuerdos por un asunto menor relacionado con el Ejército en junio de 1920. La Entente había exigido la disolución del Ejército surgido durante la revolución y la formación de uno nuevo, y los dos partidos deseaban hacerse con su control. Aunque finalmente fueron los conservadores los que lo lograron, la disputa se prolongó durante años. El paso a la oposición de los socialdemócratas, permanente, dio comienzo a la polarización de las fuerzas políticas austriacas, que creció con el tiempo.
Fue precisamente el socialcristiano tirolés Michael Mayr, responsable de la oficina creada para redactar la nueva Constitución en octubre de 1919, el encargado de formar un nuevo Gobierno provisional, con los ministerios repartidos entre los partidos con representación en la Cortes de acuerdo a su proporción de escaños. Este Gobierno debía encargarse de aprobar la Constitución y preparar las elecciones parlamentarias, fijadas para el 17 de octubre.
Abandonado por la presión extranjera el intento de unión con Alemania, se produjo en el país una reacción al periodo anterior, que se caracterizó por el bloqueo del Parlamento, el auge del regionalismo, la inflación y una cierta desilusión ante las expectativas creadas. En este ambiente se promulgó la Constitución el 1 de octubre de 1920, que abandonó el modelo unitario del país por otro más federal, en parte por el deseo de los partidos conservadores de quitar poder a Viena, centro de poder de los socialdemócratas, y, en parte, para dificultar la absorción del país por Alemania. Se creaban dos Cámaras (Nationalrat, de representación nacional, y Bundesrat, donde estaban representadas las provincias, según su población) y un presidente de la república, de poco poder comparado con el francés, y se descentralizaba fiscal y administrativamente el país —aunque el Gobierno central conservaba gran poder—. Todos estos cambios favorecían, en general, a los partidos conservadores, más fuertes en las provincias que en la capital. La conversión de Viena en provincia separada —consumado el 29 de diciembre de 1921—, por el contrario, favoreció a los socialdemócratas, que mantuvieron el control incluso cuando perdieron el control de la Baja Austria en la que hasta entonces había estado incluida la capital. La primacía de la Asamblea Nacional ( Nationalrat) sobre el presidente —elegido por unión de las dos Cámaras y no por votación popular directa— y la Asamblea Federal (Bundesrat), sin embargo, se debía en especial a los socialistas, que la impusieron como reacción al absolutismo de los Habsburgo. Los socialistas vetaron la iniciativa popular en la legislación, preferida por los socialcristianos, e impusieron asimismo el sistema proporcional en la asignación de escaños. Para proteger a las minorías de los cambios constitucionales unilaterales, se aprobó que estos solo pudiesen promulgarse si contaban con dos tercios de los votos en las Cortes.
La Constitución austriaca condujo a un debilitamiento del sistema parlamentario, cuya parálisis, a diferencia del caso alemán, no podía evitarse mediante medidas especiales como el artículo 48 de la Constitución de Weimar, que no existían en la Constitución austriaca. El presidente no contaba con la potestad para solventar una posible crisis parlamentaria. La concentración del poder político en el Parlamento, el sistema proporcional de la asignación de escaños y las listas cerradas robustecieron la influencia de los partidos políticos. Las Cortes quedaron divididas férreamente en bloques ya que los diputados no votaban independientemente, sino de acuerdo a las directrices de su formación.

## Década de Seipel

### Triunfo electoral socialcristiano y crisis delAnschluss
Las elecciones de octubre de 1920 pusieron fin a la preponderancia de los socialistas, que había comenzado con la crisis imperial de finales de 1918. Los socialcristianos se alzaron con la victoria gracias al respaldo de las zonas rurales y de las capitales de provincia; los socialistas retuvieron el apoyo de Viena y de los centros industriales, pero perdieron el de las clases medias. Las preferencias de las distintas clases sociales por los diferentes partidos quedaron fundamentalmente fijas: los obreros votaban a los socialdemócratas, mientras que los campesinos y las clases media-bajas lo hacían a los socialcristianos. Incapaces de obtener una mayoría absoluta en las Cámaras, las formaciones políticas se vieron abocadas a pactar, aunque la creciente rigidez ideológica dificultaba esta tarea.
Se encargó la formación de un nuevo gabinete al partido vencedor, el socialcristiano, que, dada la gran tensión con el resto de partidos, se vio en apuros. Ni socialistas ni socialcristianos deseaban continuar con los Gobiernos de coalición, a pesar de la grave situación económica del país. Finalmente, se optó por un Consejo de Ministros pseudotecnocrático: seis ministros escogidos del funcionariado completaban el Gobierno formado por otros cuatro ministros socialcristianos. Mayr permaneció al frente del nuevo Consejos de Ministros, que tuvo que enfrentarse a la intensa agitación a favor de la unión con Alemania, en especial en las provincias, que plantearon sus propios plebiscitos en favor de la unión. Estos y el que preparaba el propio Gobierno dificultaron las negociaciones gubernamentales en busca de créditos extranjeros. Las potencias veían en la situación bien un ardid de Viena para obtener mejores condiciones, bien una pérdida de control del poder central sobre las provincias, y amenazaron con cesar toda cooperación económica e incluso invadir el país para asegurar el pago de las indemnizaciones de guerra. Las provincias, por su parte, veían en la unión con Alemania una forma de eliminar la influencia socialista y de unirse a un territorio gobernado por los conservadores —el golpe de Kapp había triunfado en la vecina Baviera, a diferencia de lo que sucedió en el resto de Alemania—. El 30 de mayo de 1921, el gabinete se encontró en una situación desesperada cuando perdió el apoyo del partido pangermano, que decidió apoyar los plebiscitos regionales y acusó al Gobierno de abandonar el Anschluss a cambio de obtener créditos extranjeros. El 1 de junio, ante la convocatoria de un nuevo plebiscito por la Dieta de Estiria, el Gobierno dimitió, en medio de una crisis del Partido Socialcristiano, que se hallaba dividido en la cuestión de la unión con Alemania.

### Seipel al frente del partido y Schober del Gobierno

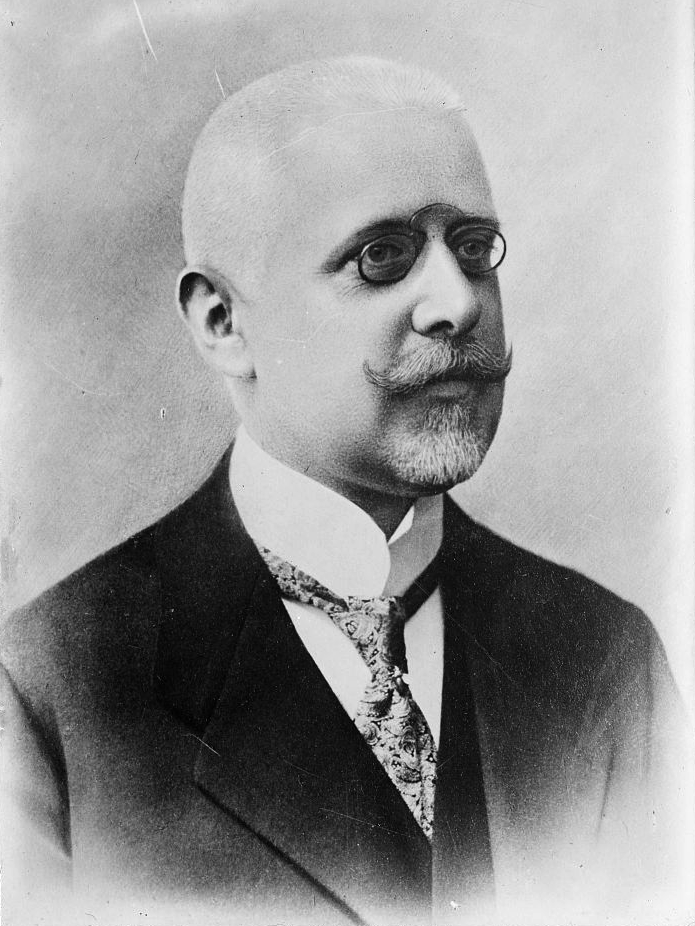
Johann Schober, varias veces canciller y figura moderada del Partido Socialcristiano, responsable de las enmiendas constitucionales de 1929.

En el congreso del Partido Socialcristiano celebrado a principios de junio, Seipel fue nombrado presidente de la formación, que apostó por forjar un nuevo gabinete de coalición, esta vez con el partido pangermano. El nuevo Gobierno tenía una mayoría de tecnócratas y su presidente era el jefe de la policía de la capital, Johann Schober, pero contaba con el apoyo en las Cortes de los socialcristianos, de los pangermanos y de los diputados del pequeño Partido Campesino. Contaba así con mayoría en el Parlamento y con el acuerdo de los partidos de cesar, al menos de forma temporal, la convocatoria de nuevos plebiscitos. El nuevo presidente del Gobierno gozaba, además, del respaldo de la Entente.
A pesar de las esperanzas de que el fin de los plebiscitos en favor de la unión con Alemania proporcionarían al país la posesión de Burgenland —territorio fronterizo con Hungría con población de lengua alemana— y los ansiados créditos extranjeros para mejorar la grave situación económica del país, Austria solo logró parte de la región disputada y no obtuvo los préstamos que deseaba.
El gabinete entró en crisis cuando, tras un acuerdo alcanzado entre el canciller y Checoslovaquia —pacto económico rubricado por Schober para tratar de paliar la aguda crisis—, los pangermanos le retiraron el apoyo. Estos acusaban al canciller de favorecer un acuerdo con la Pequeña Entente. A pesar de los intentos de reconciliación de Seipel, los pangermanos continuaron con sus críticas al Gobierno, a las que se unieron las de los socialistas, que exigieron que se formase un nuevo gabinete con Seipel al frente —del que consideraban que Schober era un mero títere—. Ante la falta de respaldo, el 24 de mayo Schober dimitió y dio paso a Seipel, que ocupó efectivamente la Presidencia del Gobierno.

### Seipel canciller: estabilización financiera y crecimiento de las formaciones fascistas
Seipel contó con el apoyo de los pangermanos, que en una reunión en Graz decidieron a finales de mayo ingresar en el nuevo Gobierno junto a los socialcristianos. Se redactó a tal efecto un programa de alianza que evitaba los asuntos más espinosos en las relaciones entre los dos partidos y estipulaba claramente los términos de aquella. La coalición, a pesar de las negativas de los dos socios, era en la práctica un bloque burgués enfrentado a la oposición socialista. La alianza, que se mantuvo prácticamente hasta el fin del periodo democrático en 1934, supuso el fin de la influencia socialista en el gobierno de la nación y la creación de una alternativa a la gran coalición roji-negra de los primeros años de la república.

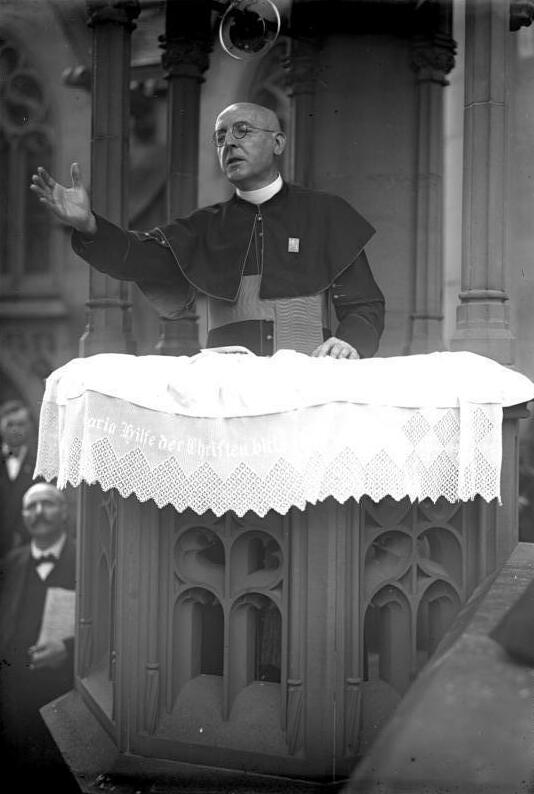
Monseñor Ignaz Seipel, figura principal de la política en la década de los veinte.

Seipel tuvo que enfrentarse de inmediato con una grave situación económica: la divisa se había devaluado considerablemente, la inflación crecía alarmantemente y con ella el coste de la vida. La inflación estaba afectando intensamente a la clase trabajadora y a parte de la clase media. En agosto, no obstante, los planes de recuperación económica puestos en marcha por Seipel fracasaron: unos bancos controlados por Francia y el Reino Unido exigieron avales de las potencias para cooperar con el Gobierno, lo que desbarató el plan principal de reforma interna; por otro lado, en la conferencia de Londres, las potencias se negaron a otorgar ayuda financiera inmediata a Austria y traspasaron la cuestión a la Sociedad de Naciones. La situación del pequeño país era desesperada. Los socialistas habían presentado un plan de estabilización que evitaba la solicitud de préstamos externos y cuya clave era un gran préstamo nacional. Aunque los socialcristianos aceptaron algunas de las medidas del plan, rechazaron, junto con los pangermanos, el núcleo de este, el préstamo forzoso.
Seipel decidió entonces realizar una gira diplomática por Checoslovaquia, Alemania e Italia antes de acudir ante la Sociedad, con el fin de llamar la atención internacional. Finalmente, acudió a Ginebra y el 6 de septiembre realizó ante la Sociedad de Naciones su llamamiento de ayuda, en un brillante discurso que fue bien recibido por las numerosas delegaciones presentes. El 4 de octubre, la Sociedad de Naciones aprobó el plan de ayuda a Austria. Este contenía la obligación de que Austria mantuviese la independencia política y económica, un préstamo de seiscientos cincuenta millones de coronas controlado por un comisario nombrado por la Sociedad y por una junta cuatripartita —de las cuatro naciones que garantizaban el préstamo: Gran Bretaña, Francia, Italia y Checoslovaquia— que podía vetar nuevos créditos, el compromiso austriaco de equilibrar el presupuesto estatal y la promesa de aprobar una ley que durante dos años permitiese al Gobierno aplicar cualquier medida para cumplir el plan de ayuda sin necesidad de aprobación parlamentaria. El protocolo en el que se plasmó el acuerdo de ayuda económica ampliaba las limitaciones del artículo 88 del tratado de paz: no solo se prohibía que Austria dejase de ser independiente, sino que se excluía la posibilidad de que acordase cualquier tipo de pacto económico que hiciese peligrar esta independencia, condición que tuvo importantes repercusiones durante la Gran Depresión, cuando el Gobierno austriaco se planteó una unión aduanera con Alemania.
A pesar de la furibunda oposición de los socialistas al plan de la Sociedad de Naciones en las Cortes —los pangermanos aceptaron el abandono de la unión con Alemania exigido por la Sociedad de Naciones—, finalmente le otorgaron su beneplácito —necesario ya que la ley de plenos poderes para el Gobierno, parte del plan, requería dos tercios de los votos parlamentarios para poderse aprobar— y, tácitamente, lo aceptaron. Los socialistas tuvieron que admitir su derrota, asumir la falta de un programa alternativo y aceptar la victoria de Seipel, que logró disipar los riesgos de hundimiento económico, invasión y disolución del país.
La ayuda de la Sociedad de Naciones logró estabilizar rápidamente las finanzas austriacas aunque, para los críticos de Seipel, suponía abandonar todo plan de unión con Alemania —una de las condiciones era el mantenimiento de la independencia del país al menos durante los veinte años que duraba el crédito— y convertía al país en una colonia del capital europeo occidental. El 14 de noviembre se creó un nuevo banco emisor de moneda privado y pocos días más tarde se dejó de imprimir moneda para uso estatal, lo que llevó a un rápido aumento de los depósitos privados en los bancos. La divisa se estabilizó y el Gobierno logró equilibrar el presupuesto —tanto mediante el aumento de los ingresos como gracias al recorte de gastos— en noviembre de 1923, medio año antes de lo previsto. A comienzos de 1924, se decidió solicitar solo parte del crédito concedido, por la mejora de la situación financiera estatal. A este éxito de Seipel se unieron, empero, importantes consecuencias negativas: la estabilización de la moneda trajo una subida del precio de los precios, que afectó duramente a la clase trabajadora y a la clase media empobrecida; la reducción del gasto estatal produjo un importante aumento del desempleo —de treinta y ocho mil personas en septiembre de 1922 a ciento sesenta y un mil en enero de 1923—; y el nuevo sistema de tributación afectó de manera especial a los más pobres, situación que el Gobierno no palió.
Otro importante acontecimiento caracterizó el mandato de Seipel como canciller: la conversión al fascismo, entonces en alza en Europa central, de los ejércitos paramilitares provinciales surgidos en la posguerra. Influidos y en ocasiones dirigidos por oficiales alemanes —principalmente bávaros— exiliados tras el fracaso del golpe de Estado de Kapp, estas formaciones se robustecieron. Los socialistas trataron en vano de conseguir el desarme de la Heimwehr, surgida de los combates fronterizos con eslovenos y húngaros en la posguerra y pronto controlada por los dirigentes conservadores de las provincias. En reacción a la Heimwehr, los socialistas crearon su propia organización paramilitar prorrepublicana: la Liga de Defensa Republicana. Las dos formaciones, que afirmaban haberse creado para defenderse de la agresión de la adversaria, tenían el mismo origen —la lucha con los países vecinos por el control del territorio tras la guerra mundial—, pero atrajeron a miembros de distinto origen: la Heimwehr a campesinos, la Liga, a obreros.
El descontento social de los perjudicados por las medidas económicas, no obstante, no benefició sustancialmente a la oposición socialista ni impidió que Seipel obtuviese una nueva victoria electoral en las elecciones de octubre de 1923. A pesar de no contar con mayoría absoluta y de un notable debilitamiento de sus socios de gobierno, consiguió revalidar la mayoría mediante la coalición con los pangermanos. Las clases medias empobrecidas se inclinaron por respaldar a Seipel y no a los socialistas, al tiempo que se sentían tentadas por el antisemitismo y el nacionalismo como compensación por su pérdida de influencia social. pero, por el momento, Seipel controlaba a los radicales de derecha gracias al dominio de su financiación —proveniente de los industriales austriacos—, aunque permitía su crecimiento como fuente de apoyo a su Gobierno.
A principios de los años veinte, hubo varios intentos por parte de distintas provincias de unirse por su cuenta a Alemania, que fracasaron ante la hostilidad francesa. Además, el intento de las provincias de evitar el control financiero central —que menoscababa todo intento del Gobierno central de recortar los gastos presupuestarios— solo se suprimió en parte en 1926. El año anterior, se enmendó la Constitución para limitar los poderes de los Gobiernos provinciales, que estaban minando los esfuerzos de recuperación económica del Gobierno central.
| Elecciones parlamentarias. (1927)                                                                   |
| |
| Según Graham, p. 146 y Rath, p. 214. 1 Socialdemócratas 2 Socialcristianos 3 Pangermanos 4 Landbund |

La sucesivas votaciones mostraron la división política de los territorios: los socialistas controlaban la capital —y con ella importantes servicios públicos, como la red de ferrocarriles, la de teléfonos o la de correos— y algunas zonas industriales, mientras que las provincias occidentales eran intensamente conservadoras.
Ante el continuo crecimiento de los socialistas en las sucesivas elecciones gracias a la ampliación de su espectro político —que, a partir de 1926 incluía a como grupos a los intelectuales, las mujeres y la pequeña burguesía—, los conservadores fueron acercándose al fascismo y crearon grupos paramilitares. Estos contaron con la ayuda de algunos oficiales del nuevo Ejército. Los socialistas reaccionaron creando sus propias grupos armados. La Republikanischer Schutzbund proclamó su intención de defender tanto al partido socialdemócrata como el sistema parlamentario; los dirigentes de la  Heimwehr, por su parte, expresaron su intención de expulsar de la capital a los socialistas mediante una marcha sobre la capital, a imitación de Mussolini. Las dos formaciones obtuvieron respaldo del extranjero: la Schutzbund de los socialistas de los países vecinos y de la Reichsbanner alemana; la Heimwehr de los industriales, monárquicos, elementos agrarios y clericales austriacos y de los grupos nacionalistas y la Stahlhelm alemanes.
En el Parlamento, los socialistas recurrieron a la obstrucción de las sesiones, con larga tradición en las Cortes imperiales. Además, aprovecharon la autonomía de Viena —a la vez capital federal y provincia—, para poner en práctica su programa electoral, con gran eficiencia administrativa y limitando en lo posible la influencia del Gobierno federal de los partidos rivales.
Al Gobierno de Seipel le siguió otro más de coalición entre socialcristianos y pangermanos, presidido por Rudolf Ramek, mucho más débil y en continua consulta con el anterior canciller. Este gabinete tuvo que enfrentarse a la quiebra de varios bancos y a algunos escándalos financieros, en los que algunos de sus miembros se vieron implicados. En octubre de 1926, Seipel retomó la Presidencia del Gobierno.

### Decadencia del sistema parlamentario

#### Fracaso socialdemócrata y crecimiento de la Heimwehr
Para las elecciones de 1927, Seipel logró forjar una gran coalición, que incluía no solo a los pangermanos y a los socialcristianos, sino también formaciones más pequeñas, entre ellas, la de los nacionalsocialistas. La «lista de unidad», sin embargo, no logró su objetivo de obtener la mayoría parlamentaria en las votaciones del 24 de abril. Aunque obtuvo el 48,2 % de los votos, había perdido bastante apoyo respecto de los resultados de las anteriores votaciones. Los socialistas obtuvieron mejores resultados que en las anteriores —obtuvieron el 42,3 % de los sufragios frente al 35,52 % de 1923—, aunque Seipel consiguió asegurarse el Gobierno gracias a la alianza con la Landbund en una gran coalición burguesa. Con dos tercios de los votos en las elecciones municipales de la capital, los socialistas, no obstante, creían estar cerca de hacerse también con el Gobierno federal.
El 15 de julio, los partidarios de izquierda participaron en una masiva protesta por la absolución de los paramilitares de derecha que habían sido acusados de matar a un hombre y un niño. La «rebelión», en la que ardió el Palacio de Justicia de la capital, fue aplastada por la policía, que mató a algunos manifestantes —hubo ochenta y nueve muertos y cientos de heridos—. Los socialistas consideraban que la Administración era exorable con la violencia de los paramilitares de derecha. Ante la huelga general que convocaron a continuación, el Gobierno movilizó al Ejército y utilizó a la Heimwehr para aplastarla, principalmente en las provincias. Esta salió muy reforzada de la crisis: a pesar de su división interna en grupos y caudillos regionales, se transformó en una gran agrupación popular de derecha, que unió a grupos dispares (aristócratas, industriales, nacionalistas, católicos, pangermanos, antisemitas y judíos).
Los socialistas continuaron estorbando las sesiones parlamentarias —sus propuestas de desarme general y de formación de nueva coalición habían sido rechazadas—, y las formaciones fascistas reaccionaron amenazándolos si no abandonaban estas tácticas y convocando una marcha por una de las localidades con mayor simpatía por aquellos, Wiener Neustadt —importante centro metalúrgico—, para el 7 de octubre de 1928. Los socialistas reaccionaron a la provocación convocando una contramarcha. A pesar de la enorme tensión, el día terminó sin choques. La mayor actividad de la Heimwehr hizo que creciesen los choques entre esta y su rival socialista, la Liga de Defensa Republicana y que se temiese que estallase una guerra civil o que la primera diese un golpe de Estado.
La dimisión de Seipel el 3 de abril de 1929 facilitó tanto la formación de un nuevo gabinete de coalición —presidido por el socialcristiano Ernst Streeruwitz— como un cierto acuerdo con la oposición socialista, que produjo un apaciguamiento temporal de la situación política austriaca. Los socialistas decidieron facilitar la acción del Ejecutivo para evitar un posible golpe de mano de la Heimwehr; la tolerancia para con el Gobierno debía reforzar el sistema parlamentario, amenazado por la derecha radical. El nuevo canciller, cercano a la industria y a la Heimwehr, sin experiencia política pero más conciliador que Seipel, era en la práctica un títere de este. La relación entre el canciller y Seipel, sin embargo, se agrió pronto: Streeruwitz trataba de robustecer el sistema constitucional, mientras que Seipel lo criticaba con dureza y atizaba la impaciencia de la Heimwehr, deseosa de cambios radicales e inmediatos.
Al mismo tiempo, la Heimwehr —con conocimiento de Seipel— tramaba con Mussolini y el Gobierno húngaro. Estos planeaban la implantación de un sistema de gobierno autoritario y derechista. Seipel, desilusionado con  Streeruwitz, del que opinaba que no parecía capaz de presidir el país con la firmeza necesaria, fomentó y toleró las intrigas contra el canciller. Su reunión con los jefes de la Heimwehr y la falta de apoyo al canciller precipitaron la renuncia de este el 20 de septiembre de 1929. A Streeruwitz le sucedió en el cargo Johann Schober el día 25.

#### Reformas constitucionales y Gobierno de Schober
Schober, el único rival relevante de Seipel entre los políticos de los partidos burgueses, representaba la ley y el orden en un momento turbulento de la política austriaca. Para la burguesía austriaca, parecía el campeón que debía asegurar la vuelta al viejo orden imperial y desbaratar lo que percibía como peligro socialista. Íntegro, eficiente y sin lazos estrechos con las formaciones políticas, se lo consideraba partidario de la unión con Alemania. Por el momento, contó incluso con el beneplácito de la Heimwehr, que confió en que llevase a cabo las reformas políticas que deseaba. Los socialdemócratas decidieron tolerarlo, como alternativa a un Ejecutivo presidido por Seipel.
En 1929, ante el cariz que estaban tomando los enfrentamientos entre las fuerzas paramilitares, el canciller aprobó unas enmiendas a la Constitución, consensuadas con la oposición socialdemócrata, que reforzaban el poder del presidente de la república. Tuvo que enfrentarse no solo a las intrigas de Seipel, partidario ya para entonces de abandonar el sistema parlamentario democrático y sustituirlo por otro filofascista, sino a una grave crisis financiera por la quiebra de uno de los mayores bancos del país, el Boden-Creditanstalt. Por insistencia del Gobierno, el Creditanstalt, propiedad de la familia Rothschild, compró el banco quebrado y resolvió temporalmente el aprieto. La crisis resurgiría, con mayor virulencia, en 1931, cuando puso en peligro tanto al Estado como a toda la estructura financiera de la Europa central. Evitada la crisis financiera, el Gobierno se enfrascó en las enmiendas constitucionales. Seipel, por su parte, atizó las sospechas de la Heimwehr, que temía que Schober cediese en demasía ante los socialdemócratas en las negociaciones sobre la Constitución. A pesar de la hostilidad de la formación paramilitar hacia el canciller, este logró la aprobación de las enmiendas el 7 y el 10 de diciembre de 1929, tras largas y duras discusiones con la oposición.
A la aprobación de la reforma constitucional le siguieron varios éxitos en política internacional obtenidos por Schober: en enero de 1930, logró que el país dejase de pagar indemnizaciones de guerra, intereses por los créditos de estabilización y se rescindiese la hipoteca sobre los bienes e ingresos estatales que garantizaban estos pagos. El 6 de febrero, firmó un tratado de amistad y arbitraje con Italia durante su visita a la capital italiana, notable logro después de las malas relaciones bilaterales durante el anterior mandato de Seipel. En abril, consiguió firmar con Alemania un tratado de comercio, que Seipel tampoco había logrado rubricar. Además, durante su visita a Berlín en febrero, se aceleraron las conversaciones con Alemania para establecer una unión aduanera.

## Últimos Gobiernos parlamentarios
Tras la caída de Schober el 25 de septiembre de 1930, Carl Vaugoin, de la derecha socialcristiana, asumió la Presidencia del Gobierno, con Seipel como ministro de Asuntos Exteriores. Su misión principal era la de organizar las elecciones parlamentarias del 9 de noviembre de 1930, adelantadas por el nuevo gabinete, que esperaba lograr una amplia mayoría. El Gobierno contaba con el respaldo de la Heimwehr. Los resultados de las votaciones, empero, fueron un grave revés para el gabinete: los socialdemócratas se alzaron con el mayor número de sufragios y los partidos burgueses no obtuvieron el ansiado porcentaje de escaños —dos tercios— que les hubiese permitido realizar sin estorbos reformas constitucionales.
La derrota electoral conllevó la renuncia de Vaugoin y la marcha de Seipel del Consejo de Ministros. Se formó un nuevo gabinete presidido por el socialcristiano Otto Ender —de Vorarlberg— el 29 de noviembre, con Vaugoin como ministro de Defensa y Schober de Asuntos Exteriores. Con el regreso de este al Gobierno, se retomó de inmediato el plan de unión aduanera con Alemania. Para los austriacos, el principal beneficio de esta era lograr acceso preferente al gran mercado alemán.
En junio de 1931, en medio de la crisis por el proyecto de unión aduanera austro-germana y por la debilidad financiera del país —por la quiebra del Creditanstalt y la devaluación del chelín austriaco—, cayó el Gobierno Ender. El presidente Miklas tuvo que amenazar a los renuentes partidos con nombrar un Consejo de Ministros tecnócrata para que estos aceptasen retomar la coalición y formar un nuevo Gobierno, que presidió el socialcristiano Karl Buresch, hasta entonces gobernador de la Baja Austria. El anterior encargo presidencial a Seipel de formar un nuevo Gobierno había fracasado por el rechazo de los diversos grupos —los partidarios de Schober, pangermanos y agrarios, y los socialistas— a aceptar un Ejecutivo presidido por el sacerdote. Francia seguía empeñada en desbaratar el proyecto de unión aduanera y, dada la debilidad económica austriaca y la dependencia vienesa de París para obtener el necesario crédito para estabilizar sus finanzas, lo logró a finales del verano.
En enero de 1932 dimitió el gabinete Buresch, debilitado por el fracaso del plan de unión aduanera con Alemania —asociado a la figura de Schober, que hubo de retirarse del Ejecutivo para facilitar la obtención de nuevos créditos extranjeros— y por la ruptura de la coalición por parte de los pangermanos. Estos sufrían la presión de los nacionalsocialistas, cada vez con mayor respaldo, y tenían que competir con estos en «germanismo». El abandono gubernamental de la asociación aduanera con el Reich selló por ello su retirada del gabinete. Buresch formó un nuevo Gobierno, pero ya en minoría, con el único sostén de su propio partido. En este nuevo Gobierno se hallaban ya las dos figuras que dominaron el Partido Socialcristiano durante la década de 1930: Engelbert Dollfuss —ministro de Agricultura— y Kurt von Schuschnigg —de Justicia—.
Las elecciones provinciales de abril de 1932 reflejaron el considerable crecimiento de los nacionalsocialistas, que eliminaron a los pangermanos como tercera fuerza política austriaca. Estos y la Landbund no lograron ni un solo diputado en las tres provincias donde se habían celebrado los sufragios, mientras que los socialcristianos habían sufrido una gran pérdida de votos. A pesar del gran aumento en votos principalmente a costa de las formaciones de derecha —en especial de la Landbund, la Heimwehr y los pangermanos—, el crecimiento era limitado y probablemente nunca hubiese alcanzado el obtenido por el NSDAP alemán en julio —más de un tercio de los sufragios—. El 20 de mayo, Dollfuss formó un nuevo Gobierno. Sin el respaldo de los pangermanos y de los socialistas, tuvo que contar con la Heimwehr para disfrutar de mayoría en las Cortes.
A lo largo de 1933 y 1934, los nacionalsocialistas fueron absorbiendo a algunos de los antiguos principales partidos austriacos: el 15 de mayo de 1933, los restos de los pangermanos ingresaron con los nazis en el Frente Pangemano, organización a la que también se adhirió la Landbund un año más tarde. Los nacionalsocialistas reunieron en torno a sí el voto de la derecha partidaria de la unión con Alemania, mientras socialistas y socialcristianos abandonaban todo plan de unión con el Reich.

## Periodo dictatorial

### Gobierno de Dollfuss

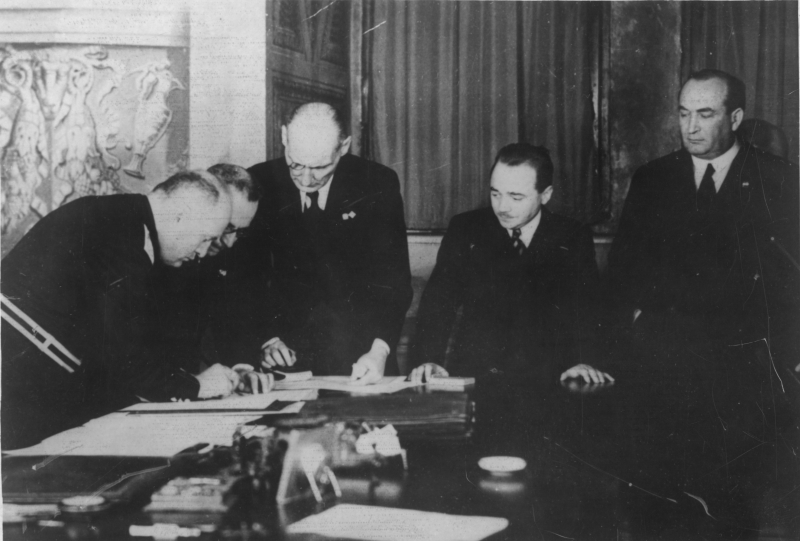
Engelbert Dollfuss, en el centro, junto a Benito Mussolini y Gyula Gömbös en Roma durante la firma de los Protocolos de Roma.

Tras llegar al poder Hitler en Alemania en enero de 1933, el Gobierno berlinés reforzó su apoyo a la agitación nacionalsocialista en Austria. Esto disgustó al principal protector de Dollfuss, Benito Mussolini, que trató en vano de frenar la subversión alemana en la república alpina.
En marzo de 1933, el canciller disolvió la Cámara Baja y comenzó a gobernar por decreto. En mayo de 1934, promulgó una nueva Constitución, acto que supuso la fundación formal de un nuevo Estado, que llamó ständestaat («Estado estamental») y se conoce a menudo como periodo del «austrofascismo».
Dollfuss favoreció los intereses de la agricultura y gozó del decidido apoyo de la mayoría del campesinado del país. Aplicó medidas proteccionistas, de control del mercado interno y de fomento del consumo de los productos nacionales para mejorar la situación de los productores agrícolas.
El 25 de julio de 1934, centenar y medio de nacionalsocialistas tomaron la cancillería y otros puntos estratégicos en un intento de hacerse con el poder por la fuerza. Aunque el golpe de Estado fracasó, Dollfuss resultó muerto en los enfrentamientos, desangrado en la cancillería. El golpe de mano de los nazis austriacos aumentó intensamente la tirantez entre Alemania e Italia; esta última despachó varias divisiones para rechazar una posible invasión alemana de Austria.

### Gobierno de Von Schuschnigg
Al asesinato de Dollfuss le siguió un periodo de tensión entre Austria y Alemania, a pesar de que Hitler había descartado un nuevo intento de adueñarse del país mediante un golpe de mano. La hostilidad se redujo el 11 de julio de 1936 con el llamado «pacto entre caballeros» alcanzado entre los dos países y que permitió que algunas figuras cercanas a los nacionalsocialistas ingresasen en el Consejo de Ministros vienés. Mientras, Italia, necesitada del apoyo alemán tras el empeoramiento de relaciones con Francia y el Reino Unido por la segunda guerra ítalo-etíope, accedió a que Alemania aumentase su influencia en el país e indicó al Gobierno austriaco la conveniencia de que arreglase sus diferencias con Berlín. La remilitarización de Renania y la falta de reacción de Francia y el Reino Unido reforzaron el convencimiento de Mussolini de la necesidad de mejorar las relaciones con Alemania y de que Austria alcanzase algún acuerdo con esta, como indicó al canciller austriaco durante su visita a Roma a finales de marzo de 1936. Hasta entonces, Schuschnigg había llevado a cabo una política claramente proitaliana, que en Austria favoreció el aumento del poder de Starhemberg —que el 17 de octubre de 1935 había sustituido en sus funciones a Emil Fey y asumido el mando de todas las organizaciones paramilitares del país—. En política exterior, la nación también había seguido una línea favorable a Roma, y se había negado a aplicar sanciones a Italia por la invasión de Etiopía. El cambio de la política exterior italiana que tendía a mejorar las relaciones con Alemania hizo que el canciller austriaco abandonase las negociaciones con la Pequeña Entente que había emprendido en enero de 1936 y comenzase a minar el poder acumulado por Starhemberg, al que se consideraba un obstáculo para el entendimiento entre Viena y Berlín. El 13 de mayo y aprovechando un incidente menor, Schuschnigg destituyó al príncipe. También en mayo y de acuerdo a los deseos expresados por Mussolini, el canciller retomó los contactos con Von Papen para alcanzar un acuerdo entre Austria y Alemania, que meses más tarde condujo al «pacto entre caballeros». Este pacto, además de la inclusión de ministros nacionalsocialistas, suponía el reforzamiento de las relaciones políticas, culturales y económicas entre los dos países y la amnistía de los presos nazis.
La cooperación entre las partes, no obstante, fue insatisfactoria: Alemania seguía deseando la anexión de la república alpina y el Gobierno austriaco no deseaba el fortalecimiento de los nacionalsocialistas austriacos, que consideraba en el fondo subversivos. Durante 1937, el Gobierno alemán se mostró cada vez menos dispuesto a permitir lo que consideraba intromisión de otros países en la relación bilateral austro-germana. La absorción de la república por el Reich se fue fraguando paulatinamente y concluyó con el Anschluss de marzo de 1938.
Al amago de dimisión de Seyß-Inquart porque consideraba que se estaba infringiendo el acuerdo de julio de 1936 le siguió la propuesta de una reunión entre Hitler y el canciller austriaco después de que un registro policial de la sede del partido nazi austriaco evidenciase las actividades subversivas de este. La reunión debía evitar el empeoramiento de las relaciones entre las dos naciones. Von Papen convenció a Von Schuschnigg de aceptar el plan, indicándole que los cambios gubernamentales en Alemania llevados a cabo el 4 de febrero de 1938 habían debilitado a Hitler y debían favorecer a los austriacos. La entrevista entre los dos mandatarios tuvo lugar el 12 de febrero. Hitler dominó la reunión desde el principio e impuso la firma de un nuevo tratado que regulase las relaciones bilaterales; este otorgaba el control de las fuerzas de seguridad austriacas a Seyß-Inquart, permitía el ingreso de los nazis en el Frente Patriótico, ordenaba el fin de la represión de los nacionalsocialistas e incluía la pronta coordinación militar y económica de las dos naciones. Para evitar la pérdida progresiva de poder y tratar de recabar la ayuda de otros países, el canciller planteó por sorpresa un plebiscito el 1 de marzo, que debía tener lugar el 13.

## Economía

### Crisis de posguerra
El nuevo Estado austriaco era principalmente agrícola —un 30 %, granjeros—, como otras naciones del centro y este europeo de la época; más de la mitad de la población se dedicaba a las tareas del campo. La república surgió en un momento de agudísima crisis económica, causada por la guerra mundial. En 1918 la producción agrícola —nunca muy abundante en el territorio de la nueva república, en parte por el clima y el suelo— se había reducido a la mitad, la industria carecía de las materias primas necesarias y la situación alimentaria de la población era gravísima. Los territorios alpinos del imperio, que formaban el grueso de los de la nueva república, habían dependido siempre de las importaciones de alimentos y materias primas de otras zonas del imperio, que tras la guerra mundial habían quedado en otros países. Viena, la capital del nuevo país, apenas consumía un 7 % de la leche de antes del conflicto mundial; las raciones de pan y harina eran exiguas. Aún en 1920, la producción agrícola no había sobrepasado el 50 % de la anterior a la guerra. Alemania, interesada en la unión con Austria, prometió surtirla de los necesarios alimentos, pero no pudo hacerlo porque se encontraba con problemas para alimentar a su propia población. La división económica del imperio, que favorecía la producción allí donde era más rentable, había impedido el desarrollo agrícola de las provincias austriacas y permitido que la alimentación de estas dependiese de Hungría, Bohemia y Galicia: las granjas austriacas producían fundamentalmente para alimentar a sus propios habitantes, en torno a un tercio de la población, no para el mercado. Su escaso tamaño, además, no favorecía la mecanización e incrementaba los costes de producción. Las malas vías de comunicación entre los territorios alpinos y los principales mercados también hacían más rentable la importación de alimentos que la producción local en aquellos.
Las industrias austriacas, creadas para abastecer el mercado imperial, habían quedado reducidas al minúsculo mercado austriaco. Sin carbón suficiente para abastecer la industria, doscientos mil obreros se hallaban en desempleo en el verano de 1919; la producción industrial apenas alcanzaba un tercio de la de 1913. En el otoño de 1919, la gran depreciación de la divisa, causada por la disolución del imperio, la fuga de capitales por la proclamación de la República Soviética Húngara y las condiciones del tratado de paz propiciaron un aumento de las exportaciones temporal. El desempleo se redujo. A mediados de 1920, la crisis mundial permitió que Austria pudiese volver a importar carbón y materias primas y, gracias a la inflación —causada por los grandes gastos estatales y los escasos ingresos, que se cubrían con la emisión de nueva moneda—, recuperar parte de la actividad económica. Para proteger a los obreros —y más tarde a las clases medias asalariadas— de la depreciación de la moneda, se implantó un sistema por el que parte de los sueldos se ajustaban a las fluctuaciones de algunos productos básicos. Una serie de subsidios ayudaba a evitar la hambruna de la población, pero absorbía enormes recursos del Estado; como los ingresos de este eran insuficientes para sufragar los gastos, se incrementó el dinero en circulación.
| Población por actividad económica (%)                            |                                                                  |
| ---------------------------------------------------------------- | ---------------------------------------------------------------- |
| Gráfico no disponible temporalmente debido a problemas técnicos. |                                                                  |
| Según Miller, p. 73.                                             |                                                                  |
|                                                                  | Gráfico no disponible temporalmente debido a problemas técnicos. |

El aumento desmedido de la inflación —que había comenzado con la guerra mundial, con la duplicación anual de los precios hasta 1921—, sin embargo, acabó con sus efectos beneficiosos: los países vecinos subieron sus aranceles para bloquear las baratas exportaciones austriacas, y la divisa cada vez más devaluada complicó la compra de materias primas en el extranjero. La pérdida de valor de la moneda también reducía el valor del capital invertido en la industria. En noviembre de 1920, con el fin de la regulación monetaria, comenzó la especulación en compra de divisas. A finales del verano de 1921, la situación era ya preocupante. En los ocho primeros meses del año siguiente, la moneda en circulación se multiplicó enormemente: de los ciento setenta y cuatro mil millones al billón de coronas. Pero detener la depreciación de la moneda significaba acabar con la inflación y, para esto, era necesario equilibrar el presupuesto estatal. Así, en octubre de 1921, los socialistas presentaron un plan de estabilización que incluía el aumento de los ingresos y la reducción de los gastos.
En cuanto a las ventajas económicas de la república, eran diversas: contaba con gran potencial como productor de carne y leche, con unos servicios financieros destacados —Viena había sido el centro financiero del imperio y de los Balcanes en general— y con algunas industrias (eléctrica, maderera, papelera, metalúrgica, de máquinas herramientas, del cuero, de la goma) muy notables, además de gran capacidad como generador de energía hidroeléctrica. Para explotarlas, sin embargo, se necesitaba gran cantidad de inversiones y una situación económica normalizada que permitiese el comercio y la recuperación de la producción.
Durante sus veinte años de existencia, la república dependió constantemente del auxilio financiero extranjero. Los intentos de equilibrar el presupuesto antes del triunfo electoral de la derecha austriaca en 1920 mediante el aumento de los impuestos a los ricos o a la propiedad privada no llegaron a implantarse; con la victoria de la derecha, se arrumbaron. A pesar de la constante ayuda de urgencia de las potencias extranjeras, que permitió principalmente evitar las hambrunas y sostener al Estado, los problemas de financiación de este en los primeros años fueron continuos: en el presupuesto de 1920-1921, los ingresos previstos no cubrían ni la mitad de los gastos esperados; para el año siguiente, el 40 % del presupuesto quedaba sin cubrir con los ingresos estatales. En la conferencia de Génova, el canciller Schober intentó en vano que las potencias vencedoras anulasen sus derechos sobre los bienes austriacos que servían como aval para las compensaciones de guerra y el pago de los anteriores préstamos, para poderlos emplear como aval de un nuevo crédito de estabilización a largo plazo que sirviese para acabar con la continua inestabilidad financiera nacional.
La enorme inflación eliminó además la mayor parte del capital de los bancos austriacos. En 1913, estos contaban con 2213 millardos de coronas, en 1923, apenas con 8,7 millones. Eliminó también las fuentes de crédito externo. En 1925, los depósitos bancarios apenas representaban un 11 % de los disponibles antes de la guerra. Esta falta de capital obligó a la república a buscar financiación externa. Como el resto de los países de la región, trató de llevar a cabo una reducción de los intercambios comerciales con los países surgidos del imperio y aumentó la producción de los artículos agrícolas que antes importaba de otras regiones del imperio. La desaparición del antiguo Estado destruyó el gran mercado austrohúngaro y creó pequeños mercados nacionales, protegidos por aranceles que perjudicaban el comercio entre las naciones surgidas del desmembramiento imperial. El nacionalismo económico, común a toda la región y aplicado tanto por los Gobiernos de izquierda como los de derecha, trató de aumentar la producción nacional, reducir las importaciones y desarrollar la industria. En el caso austriaco, el principal objetivo fue el aumento de la producción agraria —que fue muy notable en la ganadería— y el desarrollo de los sectores industriales hasta entonces dependientes de otras partes del imperio, como el textil —dependiente de los telares bohemios—, el azucarero o el papelero. Como en el resto de la región —con la excepción de la URSS—, el nuevo desarrollo industrial se centró en industrias tradicionales, que en los países avanzados ya se estaban sustituyendo por otras más modernas —industrias eléctricas, automovilísticas o de comunicaciones (la radio)— y no logró una verdadera modernización del país.

### Estabilización y control extranjero
La república pudo controlar la inflación y estabilizar la economía en 1922 gracias al capital británico. Esta ayuda económica contó con el respaldo francés —dado el interés de París por evitar la unión de Austria con Alemania—, pero no con el de Italia, deseosa de dominar el nuevo país, ni el de los países vecinos de la Pequeña Entente. En 1922 la república suscribió los protocolos de Génova, que la obligaban a realizar ciertas reformas internas y a someter su política económica a la supervisión de los cuatro países que avalaron el gran préstamo de estabilización que se le concedió al año siguiente. La vigilancia extranjera de la economía y finanzas austriacas duró hasta 1926. En el primer periodo de control de la Sociedad de Naciones, entre diciembre de 1922 y marzo de 1924, la actividad de sus representantes se centró en la reducción del gasto estatal; alrededor de sesenta mil personas perdieron su empleo como consecuencia de ello, lo que tuvo graves repercusiones en el pequeño país. En 1925, el informe de la Sociedad indicaba que se había despedido a 96 613 empleados públicos —el plan era alcanzar los 100 000—, tendencia que continuó a lo largo del periodo republicano: en 1933, el número de empleados públicos era de 169 000 frente a los 208 500 de 1925. El representante de la Sociedad controlaba además en qué se gastaba el crédito obtenido por Seipel en Ginebra.
| Producto interior bruto. En millones (en valor de 1937). |
|                                                          |
| Según Wicker, p. 355.                                    |

La política económica supervisada por la Sociedad logró estabilizar la cotización de la divisa austriaca, pero en un valor bajo que suscitó una ola de especulación en la bolsa nacional, que atraía a los extranjeros por el escaso valor de las acciones. Otro efecto perjudicial de las medidas aplicadas para eliminar la gran inflación fue el notable aumento del paro: este creció al menos en cuatro puntos porcentuales, alcanzó el 7 % en 1926 y se mantuvo casi estable alrededor del 5,4 % el resto de la década. Eliminada la gran inflación, resurgieron las quiebras bancarias en 1924. En marzo de 1924, se produjo una explosión de la burbuja especulativa bursátil. Los representantes de la Sociedad de Naciones, muy influidos por la actitud del Banco de Inglaterra, siguieron exigiendo al Gobierno medidas para eliminar cualquier atisbo de inflación y restringir el gasto público, entre ellas el despido de más empleados públicos. Hasta junio de 1926, el Estado había despedido a ochenta y cinco mil empleados, si bien el objetivo inicial había sido de cien mil. Estas medidas frenaron el crecimiento económico nacional e impidieron que se redujese el desempleo con ayuda de la inversión estatal.
Aunque el segundo lustro de la década la situación económica mejoró —aumentaron tanto el PIB como la producción industrial—, la economía austriaca aún adolecía de graves problemas, como un constante déficit en la balanza comercial o un gran paro. La conclusión del programa de reformas de Seipel y la mejora del comercio mundial permitió una cierta recuperación de la economía, pero insuficiente y lenta. El PIB de 1913 se alcanzó por fin en 1928, pero la crisis posterior eliminó los avances y en la década de 1930, a pesar de que creció de nuevo, no volvió a alcanzar ese nivel —solo lo logró tras guerra, en 1950—. Por otra parte, la Sociedad de Naciones permitió utilizar parte del préstamo ginebrino para realizar inversiones públicas como la electrificación de parte de los ferrocarriles y la creación de una nueva red telegráfica, que resultaron un éxito. La relativa buena situación económica austriaca permitió al país obtener un nuevo crédito internacional en 1930, antes del desencadenamiento de la gran crisis económica de la década.

### Larga Gran Depresión
La llegada de la Gran Depresión agudizó la delicada situación: la intensa reducción en las ventas llevó al cierre de numerosas empresas y esto al enorme aumento del número de desempleados. En 1929 el porcentaje de estos era del 8,8 % de la población activa, en 1933, del 26 %; además, la cobertura por paro se redujo: en 1928 cobraba una pequeña prestación el 85,4 % de los parados, en 1933, solo el 57 %, mientras que el resto quedaba a merced de la beneficencia. La producción industrial disminuyó al nivel de 1923 y el PIB quedó por debajo del que tenía la región en 1913, en tiempos del imperio. La gravedad de la crisis en términos de descenso del PIB y de reducción de  la producción industrial fue similar a la de Alemania y los Estados Unidos. Los intentos de lograr la autarquía, comunes a toda la zona, agudizaron la crisis: las empresas, protegidas por los aranceles estatales, no estaban preparadas para la dura competencia internacional, la reducción del comerció mundial hundió las exportaciones y el pago de la deuda externa se tornó inviable. El país, bastante industrializado pero con un pequeño mercado nacional, era muy dependiente de la exportación, pero el valor de las ventas en el extranjero menguó en casi la mitad durante la crisis. Durante la Gran Depresión, Austria perdió un 20 % del PIB debido a la disminución de las exportaciones, lo que suponía la mitad del valor de su producción industrial.
En 1931, los supervisores económicos extranjeros regresaron al país para controlar la implantación de importantes reformas monetarias y fiscales, aceptadas por Austria al suscribir los protocolos de Lausana que le permitieron recibir otro gran préstamo internacional. Este se había solicitado al estar en grave riesgo de quiebra el principal banco nacional, el Creditanstalt, y por las enormes dificultades presupuestarias austriacas: la reducción de las exportaciones, de la recaudación por la mengua de la actividad económica, el aval estatal a todos los inversores del banco en quiebra y el aumento de los gastos sociales —en especial en ayudas a los desempleados— originaron grandes déficits en las cuentas del Estado. El canciller Karl Buresch y los conservadores deseaban asimismo contar con el respaldo de la Sociedad de Naciones para acabar con la legislación social y los impuestos que la financiaban, que consideraban lastraban tanto el presupuesto como los beneficios de las empresas. La medidas ortodoxas de Buresch, apoyadas finalmente por los socialdemócratas, lograron equilibrar el presupuesto, pero a costa de grandes recortes de gastos, un notable aumento del número de parados —del 15,4 % al 21,7 % en menos de un año—, la subida de los impuestos —que afectaron considerablemente a los trabajadores y a los ciudadanos de menor renta— y una reducción de los salarios. La implantación de controles en el cambio de divisas en octubre de 1931 para evitar los ataques al chelín condujeron a la aparición de un mercado negro de cambio y al aumento de las peticiones de devaluación de la moneda, que no se produjo hasta 1934 y de manera muy moderada —en parte por motivos políticos, pues el Gobierno prefería reducir los salarios a devaluar la moneda como método para facilitar las exportaciones—.
| Producción agrícola en miles de toneladas. Recortes de producción para mantener los precios. |
|                                                                                              |
| Según Bischof, Pelinka y Lassner, p. 39.                                                     |

Los intentos de resolver la crisis económica, política y social de la década de 1930 mediante la implantación de un sistema corporativista que idealizaba el orden medieval, que sus defensores consideraban armónico frente a la lucha de clases moderna, llevó a un claro retroceso de las mejoras sociales. Abolidos los sindicatos independientes, los trabajadores quedaron a merced de sus patronos y estos traspasaron los peores efectos de la crisis mediante una serie de medidas que los perjudicaban: recortes de salarios, modificaciones en las leyes laborales favorables a los dueños de las empresas y cambios en la seguridad social y el sistema de pensiones. La demanda de bienes de consumo se redujo considerablemente y no se recuperó en lo que quedaba de periodo republicano. La disminución del consumo de alimentos, vestido y calzado fue notable, en parte por la mengua de los ingresos de la población y en parte por la situación de inseguridad económica y el desempleo. La reducción del consumo interno afectó además gravemente a las pequeñas y medianas empresas, que dependían de él. Los planes de fomento del empleo, puestos en marcha en 1935 para reducir el atractivo de los proyectos similares de Hitler en Alemania, resultaron un fracaso.
El Gobierno autoritario surgido a comienzos de la década protegió en especial al campesinado, aplicando un riguroso control sobre los productos agrícolas para asegurarles un precio estable. Favoreció a estos frente a los industriales o a los del comercio. Impulsó las empresas pequeñas y medianas y restauró los gremios. En agricultura implantó medidas proteccionistas, primero aumentando los aranceles a los productos importados (en 1930) y, cuando esto no bastó para mantener los precios, aprobando subsidios —especialmente importantes para la exportación—, compras de productos y prohibiciones de importar algunos que competían con los nacionales. Logró su objetivo de estabilizar los precios, pero a un gran coste: los subsidios eran muy gravosos para el presupuesto nacional, se había tenido que limitar la producción y los precios conseguidos desanimaban el consumo. Los controles financieros redujeron la deuda externa, pero la falta de estímulo a la economía hizo que esta se estancase y en algunos sectores cayese en la deflación.
Aunque en algunos aspectos —reducción de los costes laborales y de las cotizaciones sociales de las empresas— el nuevo sistema político benefició a la industria, la perjudicó en otros: no logró formar los deseados carteles y frenó su expansión debido a un control financiero excesivo. La mejora de las comunicaciones y de la producción energética, necesarios para aumentar la producción industrial y el comercio, fue limitada.
El Gobierno escogió la estabilización de la divisa y el equilibrio presupuestario como prioridades financieras, y no dedicó los recursos suficientes a potenciar la economía para acabar con la crisis, lo que condujo a un cierto estancamiento. Descartó cualquier medida keynesianista de incentivo público a la recuperación, y también el aumento de la liquidez o la devaluación de la moneda, que sirvieron en la vecina Suiza para favorecer la recuperación. Para el sector más conservador de los socialcristianos, que dominaba la política económica austriaca, los objetivos principales eran mantener una moneda fuerte, limitar los gastos estatales y mejorar la competitividad de la economía austriaca mediante el mantenimiento de sueldos bajos e impuestos reducidos a las empresas. Los depósitos crecieron a lo largo de la década de 1930 a pesar de la gravísima quiebra del Creditanstalt, pero no así los créditos, lo que limitó la actividad de las empresas. Los intereses eran altos y los bancos, temerosos de no recuperar los préstamos, excesivamente cautos en concederlos. A finales del verano de 1934, el país logró reducir los pagos del crédito de 1923, pero el gran déficit impidió que aumentasen las inversiones públicas destinadas a revivir la economía nacional. En 1935, un nuevo ministro de Finanzas de la Heimwehr logró reducir extraordinariamente el déficit presupuestario, pero solo mediante duras medidas deflacionarias que extendieron el descontento en la población y la atracción por la Alemania nazi.
Aunque la situación de la industria mejoró algo a partir de 1934 —gracias principalmente al aumento de la producción armamentística y aun así no en todos los sectores—, siguió sufriendo de exceso de capacidad: las fábricas austriacas producían demasiado para la demanda que existía. La mejora de la economía mundial en 1936 también benefició a la economía austriaca, que aumentó la producción industrial, si bien nuevamente no en todos los sectores y sin que se solucionase el problema del exceso de oferta. El crecimiento fue insuficiente para resolver los problemas de la industria austriaca, cuya producción en 1937 aún no había recuperado el nivel de 1929. La escasez de demanda y el exceso de capacidad productiva de las industrias determinó asimismo la reducción de las inversiones en la industria, dadas las pocas expectativas de beneficios.
La crisis mundial también afectó duramente al comercio, que en 1933 se había reducido a un tercio del de 1929. En 1931 se impusieron una serie de medidas para controlarlo, comunes a los países de la región (aumento de los aranceles, prohibición de algunas importaciones y exportaciones, control del cambio de divisas...). La situación mejoró según avanzó la década, en parte por el efecto de los Protocolos de Roma, que aumentaron las exportaciones a Italia y, en menor medida, a Hungría. En 1937 estos dos países recibían un cuarto de las exportaciones austriacas. La mejora de la situación mundial en 1936 también tuvo un efecto positivo para el comercio austriaco, que aumentó notablemente con las potencias del occidente europeo y los Estados Unidos. La intensa reducción de las importaciones y el incremento de las exportaciones en 1936 y 1937 casi permitió equilibrar la balanza comercial, aunque el comercio se encontraba en niveles muy inferiores a los de 1929. Además, la recuperación comercial austriaca fue mucho menor que la media internacional. En 1936, el país exportaba el 60,4 % del valor anterior a la depresión, un valor mayor que la media de los países industrializados, pero exiguo para una economía tan dependiente de la exportación como la austriaca. El notable crecimiento del comercio exterior en 1937 se debió principalmente a la venta de armas, en especial a Italia, Checoslovaquia y Alemania.
En 1938 la economía nacional no había recuperado los niveles de 1929, el desempleo superaba el 20 % de la población activa, algunos importantes sectores como la minería seguían deprimidos y la mejora de la situación mundial no logró acabar con la crisis en Austria. Los tibios intentos de aumentar la demanda desde el Estado fueron totalmente insuficientes para compensar la depresión del sector privado. Paradójicamente, la situación austriaca hacía que el país fuese aún más atractivo para el vecino Tercer Reich: contaba con recursos naturales, energéticos, industriales y de personal infrautilizados que podían paliar la escasez de estos que Alemania estaba sufriendo en su proceso de rearme. La disminución de las exportaciones durante la crisis (1929-1938) equivalía anualmente a un 6 % del PIB de 1929, una cantidad que el Gobierno no pudo compensar mediante el aumento de la demanda interna. Este déficit de demanda, sin embargo, desapareció con la absorción por Alemania, compensado por los pedidos estatales; en 1939, la nueva actividad económica había conseguido acabar con el paro en la región.

## Sociedad

### Las minorías
En el nuevo país la cantidad de ciudadanos pertenecientes a minorías culturales era minúscula: entre todos no alcanzaban el 3 % de la población total.

### El campesinado
Los labradores austriacos se habían organizado políticamente tarde en periodo imperial. La Constitución imperial de 1861 había otorgado el voto únicamente a la nobleza y a un grupo muy restringido de campesinos ricos. El sufragio universal masculino se había concedido en 1907. Este estamento carecía además de una organización nacional que defendiese sus intereses, tanto por la falta de derecho al voto como por las rencillas regionales, que complicaban su creación. Esta falta de organización de los campesinos hasta el advenimiento de la república facilitó el control del agro austrohúngaro por los terratenientes nobles. El desmembramiento del imperio a finales de 1918 puso fin al dominio aristocrático del campo. La población rural, la más numerosa del nuevo Estado, quedó dividida entonces entre los seguidores de los distintos partidos políticos, principalmente entre los tres mayores: socialdemócratas, socialcristianos y pangermanos.
A pesar de los intentos de los socialistas de obtener el apoyo del pequeño campesino y de los jornaleros, la asociación del partido con el mantenimiento del control del mercado agrícola durante la dura posguerra y las requisas para abastecer las ciudades hacían que una parte considerable del campesinado le fuese hostil, pues temía la nacionalización de la tierra. El anticlericalismo del partido tampoco favorecía su causa en el campo, intensamente católico. La preeminencia del proletariado urbano en el partido no contribuía tampoco a atraer a los campesinos, cuyos intereses sabían secundarios en el programa del partido. Los pangermanos, por su parte, tuvieron más éxito en la búsqueda de apoyo campesino, a pesar del rechazo mayoritario de estos a las políticas liberales, que en el último cuarto del siglo xix les habían perjudicado gravemente. Sus partidarios, sin embargo, estaban divididos por regiones y se caracterizaban en general por el anticlericalismo y el nacionalismo; se concentraban principalmente en las provincias orientales de la república. Una parte formó la Landbund en 1923, que no logró convertirse en un gran partido.
La mayor organización campesina era la Liga Campesina (Bauernbund), unida a los socialcristianos, una amalgama de las ligas campesinas provinciales. La Liga buscaba el respaldo de los campesinos mediante una mezcla de defensa del tradicionalismo y de los intereses agrarios. El componente religioso católico era fundamental en la actividad política de la Liga y los sacerdotes católicos desempeñaban un papel importante en la organización. La organización, intensamente antisemita, defendía la autoridad de la Iglesia católica y su influencia en algunos aspectos legislativos como los educativos o los relativos al divorcio. Su tradicionalismo se extendía a las relaciones sociales —ámbito en el que defendía la familia patriarcal— y políticas —en las que aplicaba el mismo esquema jerárquico de obediencia del campesinado a sus representantes, de los que se esperaba cierta solicitud para con aquel—. La organización contaba con doscientos cuarenta mil asociados, pero las rencillas internas entre las distintas regiones minaban su influencia en la política nacional. Eran las ligas provinciales las que ostentaban el poder real en la organización, en especial las mejor organizadas, la del Tirol y la de la Baja Austria. La influencia de esta última era preponderante, tanto por su organización como por ser la mayor y la establecida en la capital del Estado. Este dominio de la Baja Austria, donde el campesinado cultivaba principalmente cereales, perjudicaba a los labradores de las provincias occidentales, habitualmente ganaderos. Las ligas defendían la democracia por ser el sistema que en el que los campesinos habían alcanzado cierta influencia política, pero sus estructuras internas eran en general patriarcales, autoritarias y elitistas: sus dirigentes a menudo las administraban como si fuesen feudos en los que las críticas no eran bien recibidas. Aunque el grueso del voto que sostenía a las sucesivas coaliciones de centro derecha que coparon el Gobierno austriaco de este periodo provenía de los campesinos, esto no conllevó que disfrutasen de un poder especial en la política nacional: como símbolo de esta situación, únicamente uno —Dollfuss— de los doce cancilleres de la Primera República provenía de las organizaciones agrarias.